# Hirundinea ferruginea
Hirundinea ferruginea е вид птица от семейство Tyrannidae, единствен представител на род Hirundinea. Видът е незастрашен от изчезване. Среща се в Бразилия, Колумбия, Еквадор, Френска Гвиана, Гвиана, Парагвай, Перу, Суринам, Уругвай и Венецуела.

## Разпространение
Видът е разпространен в Бразилия, Венецуела, Гвиана, Еквадор, Колумбия, Парагвай, Перу, Суринам, Уругвай и Френска Гвиана.